# Uttersbergs kastal
Uttersbergs kastal utanför Krokek i Norrköpings kommun, är ruinen efter ett medeltida försvarstorn som är daterad till 1100-talet.
Kastalen tros ha ingått i ett befästningssystem utmed den forna Eriksgatan, där Uttersberg och Stensööborgen vid Bråviken och Stegeborg vid Slätbaken ingår.
Nordén anger att kastalen ansluter till äldre vägnät, och att den är en tänkbar plats för utbyte av gisslan mellan sörmlänningar och östgötar i samband med eriksgatorna. Källorna kan visserligen enbart belägga gårdarna eller sjön Svintuna som geografisk bestämning, men kastalen överblickar båda och Nordén menar att det är en naturlig rastplats för ett kungligt följe. Påståendet att tornet använts som fånghus för det tidigare Krokeks kloster avskriver Nordén däremot som folksägen.
Ruinen är idag belägen i en fårhage på en mindre bergskulle, är upp till tre meter hög och dess diameter är omkring åtta meter. Den delvis renoverade väggen är omkring en meter bred och består av murad kalksten. Insidan av tornet är runt, medan utsidan kan ses som polygonal med sju eller åtta hörn.

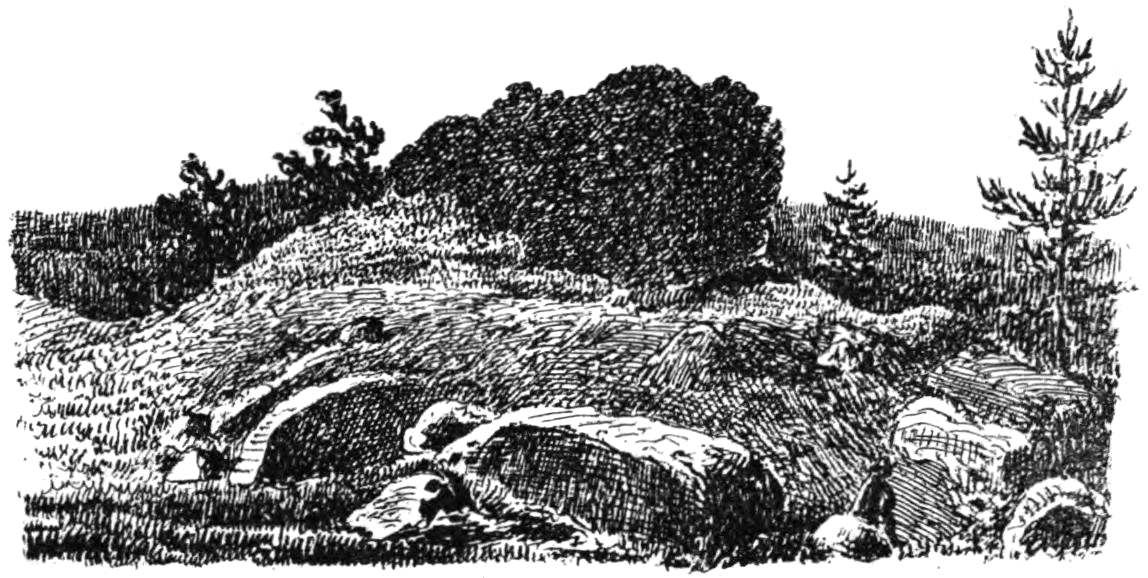
Teckning av Uttersbergs kastal 1862

Namnet Uttersberg är belagt sedan 1665, då Peder Månsson Utter slagit ihop två gårdar i anslutning till tornet för att bilda säteriet Uttersberg. Säteriets huvudbyggnaden var vid 1700-talets början belägen i direkt anslutning till kastalen.